# Pit-Fighter
Pit-Fighter est un jeu vidéo de combat développé et commercialisé par Atari Games en 1990 sur borne d'arcade. Il a été adapté sur Amiga, Amstrad CPC, Atari ST, Commodore 64, DOS, Master System, Mega Drive, Super Nintendo et ZX Spectrum en 1991 et sur Game Boy et Lynx en 1992.
Il s'agit du premier jeu de combat dont les personnages sont des acteurs digitalisés, une technique ensuite reprise dans des jeux comme Mortal Kombat ou NBA Jam.

## Système de jeu
Ce jeu est réputé être un des pires jeu de combat à cause de ses animations saccadées, d'un gameplay inexistant et d'une incompréhension totale lors du lancement du jeu.